# 동종애
동종애(同種愛, Homophily)는 취미나 배경 등이 비슷한 사람끼리 친해지는 것이다. 반의어는 이종애(異種愛, heterophily) 또는 혼합(intermingling)이다. 동종애는 "유유상종"라는 말처럼, 개인이 유사한 다른 사람과 교제하고 유대를 맺는 경향이다. 동종애의 존재는 방대한 사회연결망 연구에서 발견되었다. 100개가 넘는 연구에서 어떤 형태로든 동종애를 관찰했으며 유사성이 연결과 관련이 있음을 입증했다. 동종애가 발생하는 범주에는 연령, 성별, 계급 및 조직 역할이 포함된다.
동종애 관계에 있는 개인은 의사 소통과 관계 형성을 더 쉽게 만드는 공통된 특성 (신념, 가치관, 교육 등)을 공유한다. 동물의 짝짓기 쌍 사이의 동종애는 진화생물학 분야에서 광범위하게 연구되어 왔으며, 동류교배라고 규정된다. 짝짓기 쌍 사이의 동종애는 자연적인 동물 짝짓기 개체군에서 흔하다.
동종애는 사회적, 경제적 결과에 다양한 결과를 가져온다.

## 같이 보기
- 동류교배